# جرمی مالهرب
جرمی مالهرب (انگلیسی: Jérémy Malherbe؛ زادهٔ ۱۵ مارس ۱۹۹۱) بازیکن فوتبال اهل فرانسه است.
از باشگاه‌هایی که در آن بازی کرده‌است می‌توان به باشگاه فوتبال نانسی، باشگاه فوتبال پانیونیوس، باشگاه فوتبال داینامو برست، باشگاه فوتبال استاد رنس، و باشگاه فوتبال داندی اشاره کرد.